# Hiroki Kobayashi
Hiroki Kobayashi (japanisch 小林 弘記 Kobayashi Hiroki; * 24. Mai 1977 in der Präfektur Shizuoka) ist ein ehemaliger japanischer Fußballspieler.

## Karriere
Kobayashi erlernte das Fußballspielen in der Schulmannschaft der Shimizu Commercial High School. Seinen ersten Vertrag unterschrieb er 1996 bei den Júbilo Iwata. Der Verein spielte in der höchsten Liga des Landes, der J1 League. Im April 2000 wechselte er zum Ligakonkurrenten Verdy Kawasaki. Im Juni 2000 wechselte er zum Zweitligisten Consadole Sapporo. 2000 wurde er mit dem Verein Meister der J2 League und stieg in die J1 League auf. Für den Verein absolvierte er drei Spiele. 2002 wechselte er zum Ligakonkurrenten FC Tokyo. 2003 wechselte er zum Zweitligisten Shonan Bellmare. Für den Verein absolvierte er 79 Spiele. 2007 wechselte er zum Drittligisten Rosso Kumamoto (heute: Roasso Kumamoto). 2007 wurde er mit dem Verein Vizemeister der Japan Football League und stieg in die J2 League auf. Für den Verein absolvierte er 62 Spiele. Ende 2009 beendete er seine Karriere als Fußballspieler.

## Erfolge
Júbilo Iwata
- J1 League

Meister: 1997, 1999
Vizemeister: 1998
- J.League Cup

Sieger: 1998
Finalist: 1997